# Zimní olympijské hry mládeže 2016
Zimní olympijské hry mládeže 2016, oficiálně II. zimní olympijské hry mládeže (norsky Vinter-OL for ungdom 2016), se konaly v norském Lillehammeru. Slavnostní zahájení proběhlo 12. února 2016, zakončení se pak uskutečnilo 21. února 2016.
Zúčastnilo se jich přibližně jedenáct set sportovců ze 70 zemí světa, soutěžilo se v 70 disciplínách patnácti sportů. Z Česka se her zúčastnilo 43 sportovců. Hry pořádal Lillehammer Youth Olympic Games Organising Committee pod dohledem Mezinárodního olympijského výboru.

## Volba pořadatele
Norský Lillehammer jako jediný podal kandidaturu na pořádání II. zimních olympijských her mládeže.

## Olympijské sportoviště

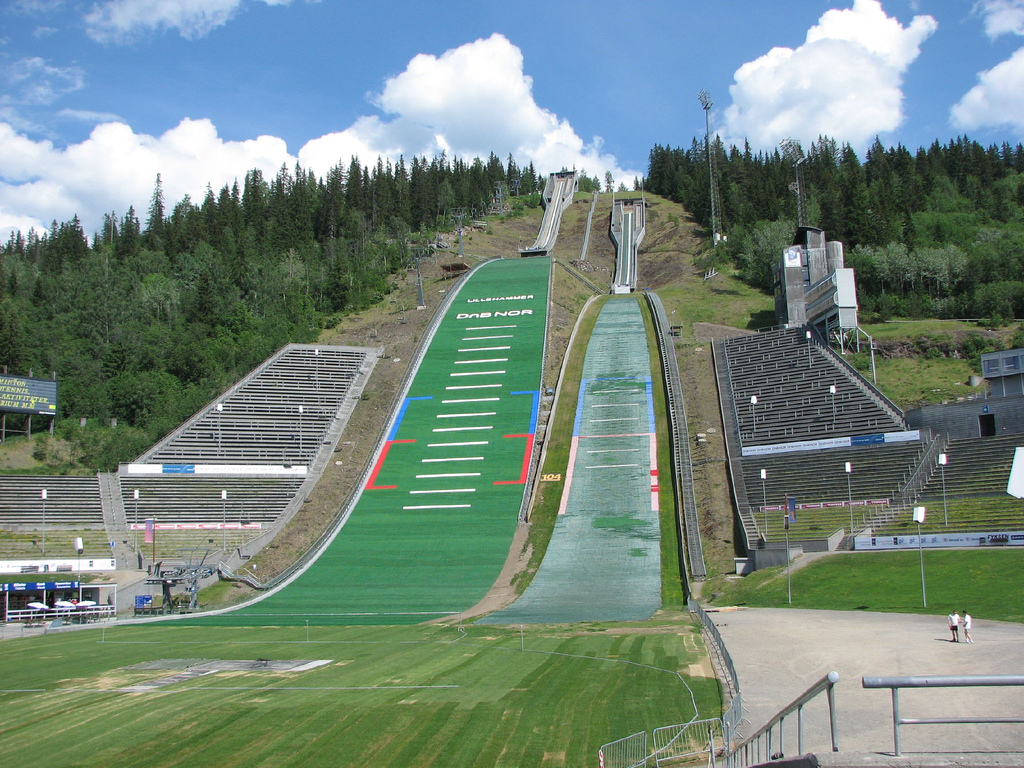
Lysgårdsbakken

### Lillehammer
- Lysgårdsbakken (severská kombinace/skoky na lyžích, skoky na lyžích, slavnostní zahájení a zakončení ZOHM 2016)
- Birkebeineren Ski Stadium (biatlon, běh na lyžích, severská kombinace/běh na lyžích)
- Lillehammer Olympic Bobsleigh and Luge Track (boby, saně, skeleton)
- Kristins Hall (lední hokej, curling)
- Kanthaugen Freestyle Arena (akrobatické lyžování, snowboarding/u-rampa)

### Hamar

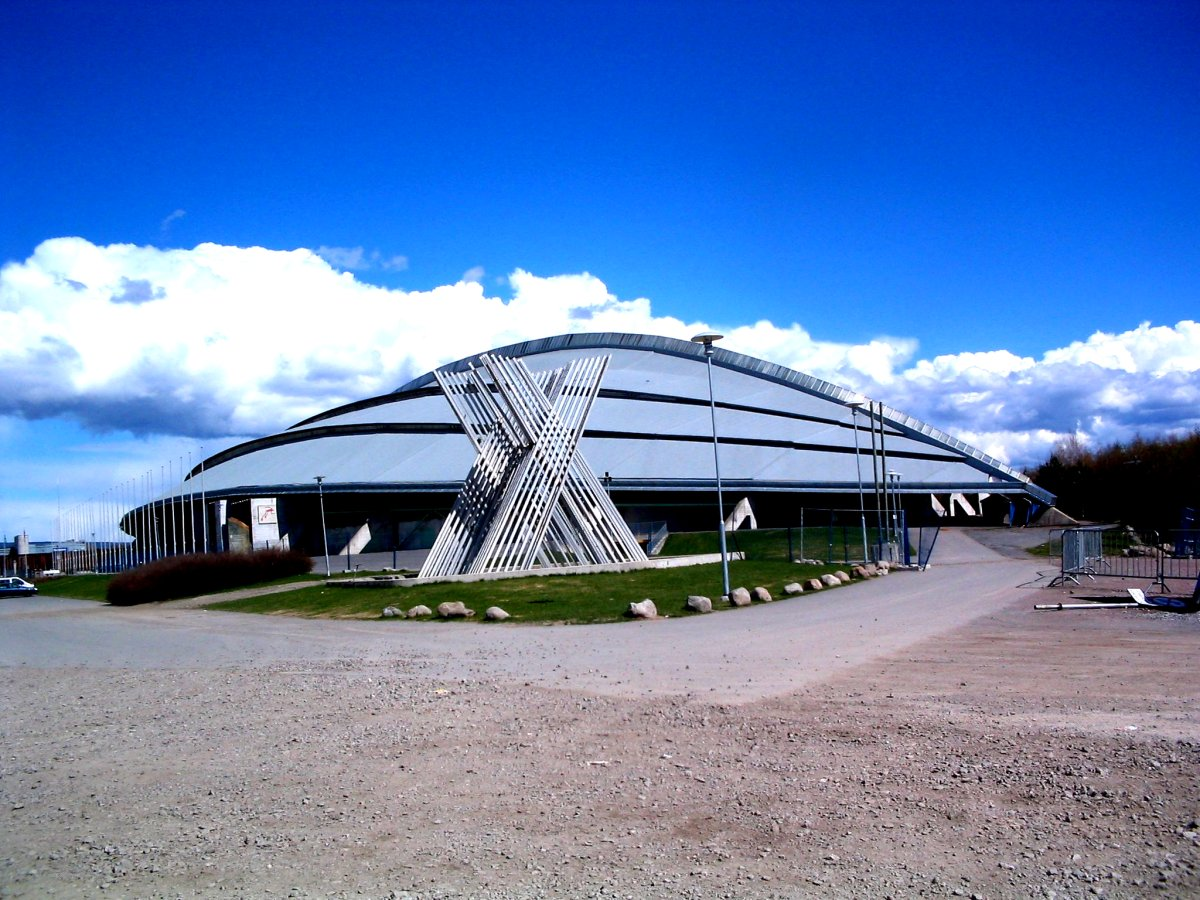
Vikingskipet

- Hamar Olympic Amphitheatre (krasobruslení)
- Vikingskipet (rychlobruslení)

### Gjøvik
- Gjøvik Olympic Cavern Hall (short track)

### Øyer
- Hafjell (alpské lyžování, snowboarding/slopestyle)

## Soutěže
Na hrách sportovci soutěží v 15 sportech s celkem 70 disciplínami.

### Sportovní odvětví
- Akrobatické lyžování
- Alpské lyžování
- Běh na lyžích
- Biatlon
- Boby
- Curling
- Krasobruslení
- Lední hokej
- Rychlobruslení
- Saně
- Severská kombinace
- Short track
- Skeleton
- Skoky na lyžích
- Snowboarding

### Kalendář soutěží
| UC | Úvodní ceremoniál | ● | Soutěžní den disciplíny | 1 | Finále disciplíny | ZC | Závěrečný ceremoniál |

| Únor                 | 12. Pá | 13. So | 14. Ne | 15. Po | 16. Út | 17. St | 18. Čt | 19. Pá | 20. So | 21. Ne | Finále |
| -------------------- | ------ | ------ | ------ | ------ | ------ | ------ | ------ | ------ | ------ | ------ | ------ |
| Ceremoniály          | UC     |        |        |        |        |        |        |        |        | ZC     |        |
| Akrobatické lyžování |        |        | 2      | 2      |        |        |        | 1      | 1      |        | 6      |
| Alpské lyžování      |        | 2      | 2      |        | 1      | 1      | 1      | 1      | 1      |        | 9      |
| Běh na lyžích        |        | 2      |        |        | 2      |        | 2      |        | 1      |        | 7      |
| Biatlon              |        |        | 2      | 2      |        | 1      |        |        |        | 1      | 6      |
| Boby                 |        |        |        |        |        |        |        |        | 2      |        | 2      |
| Curling              | ●      | ●      | ●      | ●      | ●      | 1      |        | ●      | ●      | 1      | 2      |
| Krasobruslení        |        | ●      | ●      | 2      | 2      |        |        |        | 1      |        | 5      |
| Lední hokej          | ●      | ●      | ●      | ●      | 1      |        | 1      | ●      | ●      | 2      | 4      |
| Rychlobruslení       |        | 2      |        | 2      |        | 1      |        | 2      |        |        | 7      |
| Saně                 |        |        | 1      | 2      | 1      |        |        |        |        |        | 4      |
| Severská kombinace   |        |        |        |        | 1      |        |        |        |        |        | 1      |
| Short track          |        |        | 2      |        | 2      |        |        |        | 1      |        | 5      |
| Skeleton             |        |        |        |        |        |        |        | 2      |        |        | 2      |
| Skoky na lyžích      |        |        |        |        | 2      |        | 1      |        |        |        | 3      |
| Snowboarding         |        |        | 2      | 2      | 1      |        |        | 1      | 1      |        | 7      |
| Celkem disciplín     |        | 6      | 11     | 12     | 13     | 4      | 5      | 7      | 8      | 4      | 70     |
| Kumulativní součet   |        | 6      | 17     | 29     | 42     | 46     | 51     | 58     | 66     | 70     |        |
| Únor                 | 12. Pá | 13. So | 14. Ne | 15. Po | 16. Út | 17. St | 18. Čt | 19. Pá | 20. So | 21. Ne | Finále |

## Čeští medailisté
| Jméno nebo tým                               | Sportovní disciplína | Zlato | Stříbro          | Bronz            |
| -------------------------------------------- | -------------------- | ----- | ---------------- | ---------------- |
| Anna Dušková, Martin Bidař                   | krasobruslení        |       | Stříbrná medaile |                  |
| Česká ženská hokejová reprezentace do 16 let | lední hokej          |       | Stříbrná medaile |                  |
| Klára Kasparová                              | akrobatické lyžování |       |                  | Bronzová medaile |
| Ondřej Pažout                                | severská kombinace   |       |                  | Bronzová medaile |

## Pořadí národů
| Pořadí | Země                         | Zlato | Stříbro | Bronz | Celkem |
| ------ | ---------------------------- | ----- | ------- | ----- | ------ |
| 1      | Spojené státy americké (USA) | 10    | 6       | 0     | 16     |
| 2      | Jižní Korea (KOR)            | 10    | 3       | 3     | 16     |
| 3      | Rusko (RUS)                  | 7     | 8       | 8     | 23     |
| 4      | Německo (GER)                | 7     | 7       | 8     | 22     |
| 5      | Norsko (NOR)                 | 4     | 9       | 6     | 19     |
| 6      | Švýcarsko (SUI)              | 4     | 3       | 4     | 11     |
| 7      | Čína (CHN)                   | 3     | 5       | 2     | 10     |
| —      | Smíšené družstvo             | 3     | 3       | 4     | 10     |
| 8      | Kanada (CAN)                 | 3     | 2       | 1     | 6      |
| 9      | Švédsko (SWE)                | 3     | 2       | 0     | 5      |
| 10     | Slovinsko (SLO)              | 3     | 0       | 2     | 5      |
| 20     | Česko (CZE)                  | 0     | 2       | 2     | 4      |
| -      | Slovensko (SVK)              | 0     | 1       | 0     | 1      |

## Ukázkové sporty
Obdobně jako na ZOH v Soči se i zde objevilo ledolezení jako ukázkový sport před ZOH 2022 v Pekingu. Pro sportovce i veřejnost byly po celou dobu ZOHM během odpolední k dispozici přednášky a ukázky profesionálů i možnost vyzkoušet si ledolezení v lezeckém centru Tyrili climbing center, kde se konaly také koncerty, během festivalu Sjoggfest.